# Hermann Pedersson Fleming
Hermann Pedersson Fleming auch Herman Persson Fleming, (* 1520; † 25. März 1583 in Helsingfors) war ein schwedischer Militär und Staatsmann.

## Leben

### Herkunft und Familie
Er war Angehöriger des schwedischen Adelsgeschlechts Fleming, seine Eltern waren Peder (Per) Hermansson Fleming († 1519/1520) und Elin Hansdotter Lydeke. Er vermählte sich 1544 auf dem Stockholmer Schloss mit Gertrud Håkansdotter († 1585). Aus der Ehe sind fünf Kinder hervorgegangen.

### Werdegang
Fleming war 1544 Hofjunker bei Gustav I. Wasa. Seit Mai 1545 war er mit Gerichtsangelegenheiten (schwedisch fogde) in Nordfinnland betraut. Von 1547 bis 1563 und noch einmal von 1572 bis 1583 war er Bezirksrichters (schwedisch häradshövding) in Vemo. Im Oktober 1553 war er Kommandeur (schwedisch befallningsman) in Tavastehus. 1557 berief ihn Herzog Johann in seinen Marinedienst. Von 1559 bis 1562 zählte er zu dessen engsten Räten. Er nahm an den Reichstagen 1560 in Stockholm und 1561 in Arboga teil. Im Livländischen Krieg war er 1662 zunächst Befehlshaber der Truppen auf Åbo und 1563 Statthalter auf Weissenstein. Diese Stellung hatte er bis 1564 und noch einmal von 1565 bis 1571 inne. Zwischenzeitlich also von 1564 bis 1565 war er Gouverneur über das Herzogtum Estland. 1571 wurde er Statthalter von Viborg und war bis zur Ankunft Gustaf Banérs gleichzeitig Feldoberst über alle Truppen in Finnland. Er war dann Mitglied in Banérs Kriegsrat und Oberst der Infanterie, 1572 Oberst der finnischen Truppen, im Mai 1573 Admiral der gegen Narva entsandten Marine, schließlich ab Oktober selben Jahres Feldmarschall unter Claes Åkesson Tott. Im Januar 1574 wurde er zu Verhandlungen an die russische Grenze entsandt. Seit April 1574 war er erneut Admiral über die Schiffe vor Narwa zudem Oberst über die finnländischen Truppen und bis 1577 Statthalter bzw. Kommandeur auf den Festungen Viborg und Nyslott. Bereits 1576 war er Lagman in Südfinnland, 1578 dann in ganz Finnland. 1577 hatte Fleming erneut an Verhandlungen mit dem Russen teilgenommen und war 1580 Mitglied in De la Gardies Kriegsrat, seit August dessen Unterbefehlshaber. Am 1. Juli 1582 wurde er Ritter und beschloss seit November selben Jahres seine Tour als Statthalter von Narwa.
Fleming war Erbherr auf den finnländischen Gütern Villnäs, Hannula im Kirchspiel Villnäs sowie auf Kaskis im Kirchspiel Virmo. Er wurde in der Kirche in Villnäs begraben.